# Gaston Rebry (cyclisme)
Gaston Rebry, né le 29 janvier 1905 à Rollegem-Kapelle et mort le 3 juillet 1953 à Wevelgem, est un coureur cycliste belge.

## Biographie
Professionnel de 1926 à 1938, il était surnommé le « bouledogue ». Il a remporté 16 victoires. 
Lors de l'édition 1934 de Paris-Roubaix, Gaston Rebry passe la ligne après le Français Roger Lapébie mais ce dernier, qui a emprunté un vélo à un spectateur à 10 km de l'arrivée, est mis hors course,,.
Il est le père de Gaston Rebry, lui-même ancien coureur cycliste dans les années 1950, devenu artiste peintre au Canada.

## Palmarès
- 1923
  - 3e de Tourcoing-Dunkerque-Tourcoing
- 1924
  - 4e étape du Tour de Belgique indépendants
  - 2e de Tourcoing-Dunkerque-Tourcoing
  - 2e de Paris-Cambrai
  - 2e de Paris-Menin
- 1925
  - 4e étape du Tour de Belgique indépendants
  - 2e du Tour de Belgique indépendants
  - 2e du Circuit franco-belge
  - 2e du Circuit minier et métallurgique du Nord
- 1926
  - Paris-Nantes
  - Lyon-Belfort
  - 2e de Luxembourg-Lille
  - 3e de Paris-Roubaix
  - 7e du Tour des Flandres
  - 8e de Paris-Tours
- 1927
  - 3e de Paris-Menin
  - 6e du Tour des Flandres
- 1928
  - 3e étape du Tour de France
  - 3e de Paris-Rennes
  - 4e de Paris-Roubaix
- 1929
  - 14e étape du Tour de France
  - 3e du Circuit de la Dendre
  - 5e de Paris-Roubaix
  - 10e du Tour de France
- 1930
  - 2e du Grand Prix François-Faber
  - 2e de Paris-Rennes
- 1931
  - Paris-Roubaix
  - 23e étape du Tour de France
  - 2e du Circuit du Morbihan
  - 4e du Tour de France
  - 7e du championnat du monde sur route
- 1932
  - 19e étape du Tour de France
- 1933
  - Omloop van de Westkust
  - 9e de Paris-Roubaix
- 1934
  - Paris-Nice
  - Tour des Flandres
  - Paris-Roubaix
- 1935
  - Paris-Roubaix
  - 10e du Tour des Flandres
- 1936
  - 2e de Paris-Nantes
  - 3e de Paris-Roubaix
- 1938
  - 6e de Paris-Nice
  - 10e du Tour des Flandres

### Résultats sur les grands tours

#### Tour de France
7 participations 
- 1927 : abandon (12e étape)
- 1928 : 12e, vainqueur de la 3e étape
- 1929 : 10e, vainqueur de la 14e étape,  maillot jaune pendant un jour
- 1931 : 4e, vainqueur de la 23e étape
- 1932 : 20e, vainqueur de la 19e étape
- 1933 : 14e
- 1934 : abandon (2e étape)

#### Tour d'Italie
1 participation
- 1933 : abandon (4e étape)